# Serviço de Investigação Criminal Nacional
Der Serviço de Investigação Criminal Nacional SICN (tetum Servisu Investigasaun Kriminál Nasionál SIKN, auch SIC oder SIK, deutsch Kriminalpolizeilicher Ermittlungsdienst) ist die Kriminalpolizei Osttimors. Sie ist Teil der Nationalpolizei Osttimors (PNTL) und verfügt derzeit über 35 Beamte. Der Kommandant hat den Rang eines Superintendente Chefe und wird vom Generalkommandanten der PNTL ernannt.

## Aufgaben
Gesetzliche Grundlage bilden Artikel 35 des Polizeigesetzes (Gesetz 09/2009) und Artikel 57 der Strafprozessordnung. Die SICN untersucht landesweit Kriminalfälle, sammelt Beweise und führt Vernehmungen durch, um Straftaten aufzuklären oder zu verhindern. Hier arbeitet sie mit der Staatsanwaltschaft zusammen. Die Justizbehörden können Maßnahmen der Kriminalpolizei anordnen, wobei die Hierarchie innerhalb der Nationalpolizei trotzdem besteht.
Die Beamten haben freien Zutritt zu Vergnügungsstätten, zu den Hafengebieten, zu den in den nationalen Hoheitsgewässern ankernden oder liegenden Schiffen, zu den Flughäfen und den im nationalen Hoheitsgebiet stehenden Flugzeugen, zu den Sitzen von Vereinigungen und allgemein zu allen Orten, an denen öffentliche Versammlungen stattfinden oder an denen der Zugang der Öffentlichkeit gegen Zahlung einer Gebühr oder gegen Vorlage einer Eintrittskarte, die jeder kaufen kann, gestattet ist. Beamte, die im Rahmen von strafrechtlichen Ermittlungen tätig sind, dürfen ohne weitere Formalitäten Handels-, Industrie-, Gefängnis- oder Pflegeeinrichtungen sowie Hotels, Pensionen, Lagerhäuser, öffentliche Ämter und alle Räumlichkeiten, die nicht den Charakter von Privatwohnungen haben, betreten, sofern sie sich vorher ausweisen. Die Beamten, die im Rahmen von strafrechtlichen Ermittlungen tätig sind, handeln unter der Leitung der zuständigen Justizbehörde, in Übereinstimmung mit den Regeln des Strafverfahrens.

## Kommandanten der Kriminalpolizei
Der Kommandant der Kriminalpolizei ist durch sein Amt auch Mitglied des Obersten Polizeirates, des Beratungsgremiums des Generalkommandanten der Nationalpolizei.
- Carlos Jerónimo (interim 2017)[3]
- Henrique da Costa (2019–2020)[4]
- José Neto Mok (ab Juli 2020 – 2023)[5][6]
- João Belo dos Reis (seit 2023)[7][8]